# ستيفان
ستيفان (بالبرتغالية: Stefan‏) (16 أبريل 1988 ببرومادو في البرازيل - ) هو لاعب كرة قدم برازيلي في مركز الهجوم. لعب مع رابيد بوخارست.

## وصلات خارجية
- ستيفان على موقع قاعدة بيانات كرة القدم.إي يو (الإنجليزية)
- ستيفان على موقع ناشيونال فوتبول تيمز (الإنجليزية)
- ستيفان على موقع Soccerway.com (الإنجليزية)
- ستيفان على موقع عالم كرة القدم.نت (الإنجليزية)